# Agustina Torres
Agustina Rosa de Aspas Yuste (Teruel, 1786-Madrid, 10 de enero de 1842), conocida como Agustina Torres, fue una actriz española de la primera mitad del siglo XIX.

## Biografía
Huérfana de padre con cinco años, se instaló en la ciudad de Cádiz a la edad de once años y con el firme propósito de convertirse en actriz, pese a la oposición de su madre. En 1807 se integra en la compañía de Manuel Arenas, junto a la entonces primera actriz Mariana Mouton y Bermejo. Dos años después había ascendido al rango de primera dama de la Compañía. 
Su relevancia artística se fraguó durante el periodo inmediatamente posterior a la promulgación de la Constitución española de 1812. Su arte se puso al servicio de la causa patriótica, interpretando piezas que ensalzaran la esencia española frente a los invasores franceses de Napoleón Bonaparte. Así, formño parte de los eventos programados el día de la promulgación de la Constitución, interpretando el monólogo titulado La Patria y el oratorio Las Profecías de Daniel. Otras obras de la época incluyen Roma libre, de Vittorio Alfieri y La viuda de Padilla, de Francisco Martínez de la Rosa.
En 1814, con la disolución de las Cortes de Cádiz se trasladó a Madrid con el también actor Juan Carretero y se integraron en el cuadro del Coliseo de la Cruz, donde Agustina compartió cartel como primera dama junto a Manuela Carmona, empresaria del local. Un año después pasó al Teatro del Príncipe, y el 3 de febrero de 1818 contrajo matrimonio con Carretero. Tras la muerte de su marido, en 1829, Agustina se retiró de la profesión. Tres años después se le concedió el permiso de expendedora de entradas de teatro. Retornó a la interpretación en 1841, pocos meses antes de su fallecimiento a causa de una neumonía.